# فريق ريد بل (فورمولا 1)

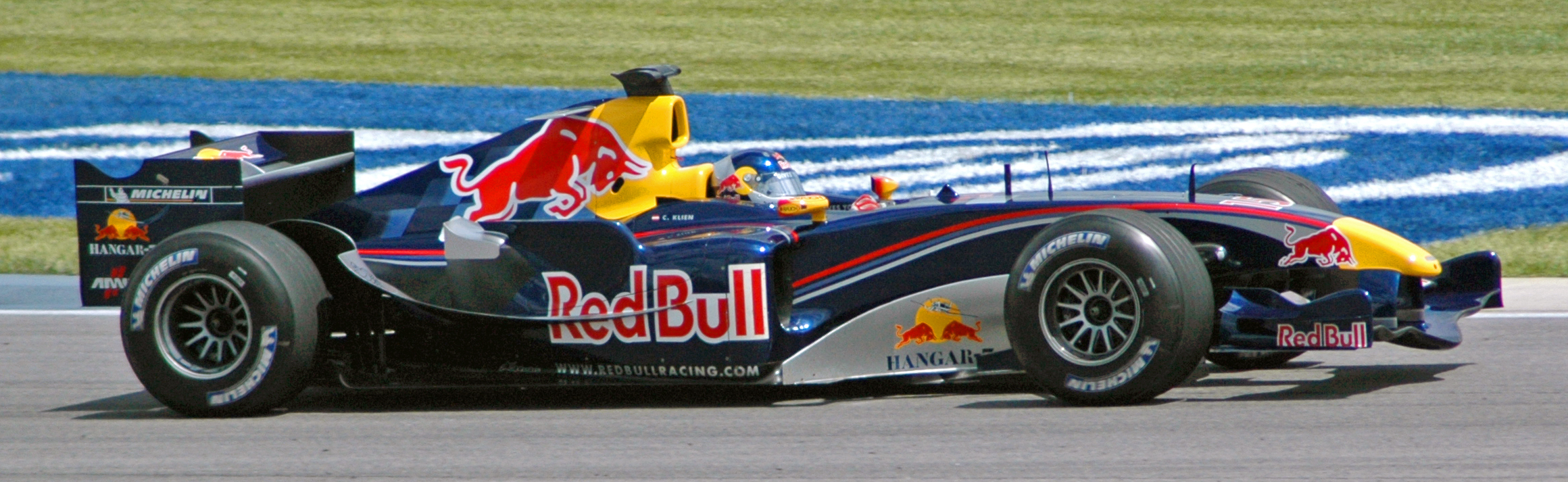
سيارة الفريق لعام 2005 خلال تجارب السباق الأمريكي

فريق ريد بول للتسابق (بالإنجليزية: Red Bull Racing)هو فريق نمساوي لسباقات السيارات من فئة الفورمولا واحد، يقع مقر الفريق بمدينة ميلتون كينز في إنجلترا. ويعتبر الفريق الأول التابع لشركة المشروبات ريد بول في سباقات الفورمولا واحد. بجانب فريق تورو روسو. أصبح الفريق بطل العالم لسباقات الفورمولا واحد لعام 2010 للصانعين في سنته السادسة من دخوله المنافسة.
ويمكن تتبع نشأة فريق ريد بول لفريق ستيوارت جي بي والذي بدأ في عام 1997. وفي أواخر عام 1999 باع جاكي ستيوارت فريقه لشركة فورد للسيارات ضمن خطة الشركة لإعادة هيكلة فريق جاكوار راسينغ، والذي حقق نجاحا ملحوظا خلال ال 5 سنوات اللاحقة.
عرض فريق جاكوار للبيع في سبتمبر 2004 عندما قررت شركة فورد للسيارات عدم جدوى استمرار المشاركة في سباقات الفورمولا واحد، شركة مشروبات الطاقة ريد بول أكدت شراءها فريق جاكوار في آخر يوم للبيع 15 نوفمبر 2004. وكان إنشاء فريق للفورمولا واحد خاص بريد بول يعني أن وضع حد لشراكتها الطويلة الأجل مع فريق ساوبر في الفورمولا واحد. شركة المشروبات تدير أيضا برنامج السائقين الشباب، كما ترعى العديد من السائقين والفرق المتنافسة في سلسلة بطولة ال جي بي 2 الداعم والمغذي لبطولة الفورمولا واحد بالسائقين المميزين الشباب.
وكانت ريد بول واحدة من أربعة فرق فقط (الآخرين فيراري وميدلاند إف 1 وويليامز إف 1) التي وقعت على اتفاق كونكورد ابتداء من عام 2008 لضمان مشاركتها على المدى الطويل في الفورمولا واحد. ولحقتها الآونة الأخيرة عدد من الفرق الأخرى.

## وصلات خارجية
- الموقع الرسمي لفريق ريد بول